# Hi-Fi Rush
Hi-Fi Rush — компьютерная музыкальная игра 2023 года, разработанная Tango Gameworks и изданная Bethesda Softworks. Игра была анонсирована и выпущена для Windows и Xbox Series X/S 25 января 2023 года, а для PlayStation 5 19 марта 2024 года.
Она рассказывает о самопровозглашенной «рок-звезде будущего» Чае, в грудь которому во время экспериментальной кибернетической операции случайно вживляют музыкальный плеер, позволяющий ему вести бой и воспринимать мир с помощью синестезии. Заклейменный как «брак» и преследуемый сделавшей ему операцию корпорацией, Чай объединяется с новыми друзьями, чтобы победить руководство компании и положить конец их планам. В Hi-Fi Rush звучит лицензированная музыка таких групп, как The Black Keys и Nine Inch Nails.

## Геймплей
В Hi-Fi Rush главный герой Чай, его враги и предметы окружения двигаются в такт. Атаковать в ритм такта не обязательно, потому что действия автоматически синхронизируются с музыкой, однако если правильно рассчитывать время нажатия кнопок, игрок наносит более высокий урон противнику, а вовремя примененные добивающие комбо наносят дополнительный урон. Парирование позволяет игрокам отменять атаки противника, нажимая на кнопку точно в момент удара. Помимо механики beat 'em up, в игре есть мини-игры, основанные на ритме, например, нужно нажимать кнопки в ритмичной последовательности, ориентируясь на подсказки на экране.
Действие игры происходит не в открытом мире, а на нескольких уровнях, представляющие собой различные подразделения корпорации-антагониста. Каждое подразделение основано на определённом музыкальном стиле, и в каждом из них Чаю предстоит сразиться с боссами.
В игре есть элементы платформера, а также система прокачки для разблокировки новых приёмов и способностей, которые можно приобрести за заработанную внутриигровую валюту. С помощью коллекционных предметов, разбросанных по уровням, можно увеличивать здоровье главного героя.
Первое прохождение игры открывает новые возможности, такие как повторное посещение уже пройденных уровней, ранее недоступные места, новые настройки сложности и Башню ритма — режим выживания, похожий на Кровавый дворец из серии Devil May Cry.

## Сюжет
Главным героем является 25-летний Чай, мечтающий стать рок-звездой, который записывается добровольцем в проект «Армстронг», программу по установке кибернетических конечностей в компании Vandelay Technologies. Не зная об этом, генеральный директор компании Кейл Ванделей поручает ему рутинную работу. В ходе неудачной операции, из-за беспечности Кейла, в грудь Чая вживляется музыкальный плеер, что позволяет ему ощущать музыкальный ритм окружающего мира. Однако, его объявляют «браком» и роботизированная служба безопасности корпорации начинает преследовать его.
Вооружившись импровизированной гитарой, Чай встречает союзников, в том числе робота-кошку по имени 808 и Мяту, которая раскрывает заговор, связанный со SPECTRA — ИИ, использующим имплантаты проекта «Армстронг» для контроля над разумом. Чай, Мята и их союзники, включая инсайдера Макаруна и главу службы безопасности Корсику, отправляются в путь, чтобы уничтожить SPECTRA.
Во время их приключений выяснятся родственная связь между Мятой и семей Ванделей, а затем всё завершается противостоянием с Кейлом, который стремится использовать проект «Армстронг» для манипулирования клиентами своей корпорации. Победив Кейла, группа обезвреживает SPECTRA, а затем возвращает контроль над компанией Роксане Ванделей, матери Мяты и Кейла.

## Разработка
В интервью Famitsu в марте 2022 года основатель Tango Gameworks и исполнительный продюсер Синдзи Миками отметил, что хочет, чтобы компания вышла за рамки жанра ужасов. Он также дал первые намеки на их следующую игру, заявив, что следующая работа режиссёра The Evil Within 2 Джона Йоханаса — «полная противоположность хоррору».
Позже Йоханас назвал Hi-Fi Rush «игрой мечты», которую он вынашивал в своих мыслях «очень, очень давно». Изначально он запитчил игру Миками после завершения работы над The Evil Within 2 в 2017 году. После этого небольшая команда создала внутреннюю демоверсию, чтобы помочь запитчить игру руководству Bethesda. Игра была вдохновлена фильмом «Зомби по имени Шон» и другими фильмами Эдгара Райта.
Работа над Hi-Fi Rush началась в 2018 году, параллельно с Ghostwire: Tokyo. В рамках стратегии Bethesda разработка велась в тайне, до публичного объявления о выходе игры. Отчасти это было сделано для того, чтобы избежать скептицизма и неоправданных ожиданий, ведь игра была необычная как для разработчика, так и для издателя. После того как Microsoft купила Bethesda, команда маркетинга предложил Xbox Game Pass в качестве решения проблемы, снизив входной барьер и позволив игре стать популярной за счет сарафанного радио.
Hi-Fi Rush была анонсирована на Xbox и Bethesda Developer_Direct 25 января 2023 года. Показав трейлер и запись геймплея, Tango Gameworks объявила, что игра выйдет в тот же день для Windows и Xbox Series X/S.

### Музыка
Над оригинальным саундтреком игры работали бывший композитор Konami Сюити Кобори, бывший композитор Capcom Рэо Уратани и саунд-дизайнер Tango Gameworks Масатоси Янаги.
В Hi-Fi Rush во время сюжета используются 10 лицензированных треков: Lonely Boy рок-группы The Black Keys, «1,000,000» и The Perfect Drug индастриал-рок-группы Nine Inch Nails, Free Radicals альтернативной рок-группы The Flaming Lips, Inazawa Chainsaw рок-группы Number Girl, Fast as You Can певицы Фионы Эппл, Invaders Must Die группы The Prodigy, Wolfgang’s 5th Symphony диджея Вольфганг Гартнера, Whirring рок-группы The Joy Formidable, Honestly группы Zwan.
Чтобы избежать проблем с авторскими правами на YouTube, в игре предусмотрена возможность переключить все лицензионные песни на аналогичные оригинальные композиции в исполнении группы The Glass Pyramids.

## Отзывы
| Сводный рейтинг       | Сводный рейтинг                        |
| Агрегатор             | Оценка                                 |
| --------------------- | -------------------------------------- |
| Metacritic            | (PC) 90/100 (XSXS) 87/100 (PS5) 88/100 |
| Иноязычные издания    |                                        |
| Издание               | Оценка                                 |
| Digital Trends        | [ 18 ]                                 |
| Eurogamer             | Рекомендовано                          |
| Game Informer         | 8,75/10                                |
| GameSpot              | 9/10                                   |
| GamesRadar+           | [ 22 ]                                 |
| Hardcore Gamer        | 5/5                                    |
| IGN                   | 9/10                                   |
| NME                   | [ 25 ]                                 |
| PC Gamer (US)         | 69/100                                 |
| The Guardian          | [ 27 ]                                 |
| PC Magazine           | [ 28 ]                                 |
| Русскоязычные издания |                                        |
| Издание               | Оценка                                 |
| 3DNews                | 9/10                                   |
| GameMAG.ru            | 9/10                                   |
| StopGame.ru           | «Изумительно»                          |
| «Игромания»           | 10/10                                  |
| «Канобу»              | 10/10                                  |

Hi-Fi Rush получила преимущественно положительные оценки критиков, средневзвешенная оценка на агрегаторе рецензий Metacritic составила 89 из 100 для версии на персональных компьютерах и 87 из 100 для версий на Xbox Series X/S. Габриэль Замора из PC Magazine дал игре 4 балла из 5 и похвалил хороший саундтрек, но отметил некоторые проблемы камеры. Рецензент из Metro поставил проекту оценку 8 из 10, из плюсов выделяя саму концепцию игры, из минусов — затянутость геймплея. Пол Тасси из Forbes присвоил игре 9,5 балла из 10 и остался доволен историей и персонажами. Владимир Макаров из «Игромании» дал Hi-Fi Rush максимальную оценку, написав, что «эксперимент Tango Gameworks определённо можно назвать успешным».

### Продажи
К марту 2023 года количество игроков достигло 2 миллионов человек, это сочетание как цифровых продаж, так и загрузок из подписки Xbox Game Pass. К августу 2023 года количество игроков достигло 3 миллионов человек.

### Награды
| Год  | Церемония                          | Категория                                    | Результат | Ссылка        |
| ---- | ---------------------------------- | -------------------------------------------- | --------- | ------------- |
| 2023 | CEDEC Awards                       | Звуковое сопровождение                       | Победа    | [ 39 ]        |
| 2023 | Golden Joystick Awards             | Игра года                                    | Номинация | [ 40 ]        |
| 2023 | Golden Joystick Awards             | Лучшее визуальное оформление                 | Номинация | [ 40 ]        |
| 2023 | Golden Joystick Awards             | Лучшее звуковое сопровождение                | Номинация | [ 40 ]        |
| 2023 | Golden Joystick Awards             | Игра года для Xbox                           | Номинация | [ 40 ]        |
| 2023 | The Game Awards 2023               | Лучшее визуальное оформление                 | Номинация | [ 41 ]        |
| 2023 | The Game Awards 2023               | Лучший саундтрек                             | Номинация | [ 41 ]        |
| 2023 | The Game Awards 2023               | Лучшее звуковое оформление                   | Победа    | [ 41 ]        |
| 2023 | The Game Awards 2023               | Лучшая экшн-игра                             | Номинация | [ 41 ]        |
| 2023 | The Game Awards 2023               | Инновация в сфере доступности                | Номинация | [ 41 ]        |
| 2024 | New York Game Awards               | Big Apple Award for Best Game of the Year    | Номинация | [ 42 ] [ 43 ] |
| 2024 | New York Game Awards               | Tin Pan Alley Award for Best Music in a Game | Победа    | [ 42 ] [ 43 ] |
| 2024 | 27-я ежегодная D.I.C.E. Awards     | Экшн-игра года                               | Ожидается | [ 44 ]        |
| 2024 | 27-я ежегодная D.I.C.E. Awards     | Выдающиеся достижения в анимации             | Ожидается | [ 44 ]        |
| 2024 | 27-я ежегодная D.I.C.E. Awards     | Выдающиеся достижения в аудиодизайне         | Ожидается | [ 44 ]        |
| 2024 | 24-я Game Developers Choice Awards | Лучший звук                                  | Ожидается | [ 45 ]        |
| 2024 | 24-я Game Developers Choice Awards | Лучший дизайн                                | Ожидается | [ 45 ]        |
| 2024 | 24-я Game Developers Choice Awards | Премия за инновации                          | Ожидается | [ 45 ]        |
| 2024 | 24-я Game Developers Choice Awards | Лучший визуальный арт                        | Ожидается | [ 45 ]        |
| 2024 | 24-я Game Developers Choice Awards | Приз зрительских симпатий                    | Ожидается | [ 45 ]        |

### Комментарии
1. 1 2  Кавер сделанный группой Elsinore специально для игры